# Aneuclis rufipleuris
Aneuclis rufipleuris är en stekelart som beskrevs av Horstmann 1980. Aneuclis rufipleuris ingår i släktet Aneuclis och familjen brokparasitsteklar. Inga underarter finns listade i Catalogue of Life.